# Epirrhoe vivida
Epirrhoe vivida là một loài bướm đêm trong họ Geometridae.